# Ferrari 550 Maranello
La Ferrari 550 Maranello è un'autovettura sportiva prodotta dalla casa automobilistica Ferrari. Venne commercializzata dal 1996 per essere sostituita nel 2002 dalla Ferrari 575M Maranello.

## Ritorno alle origini

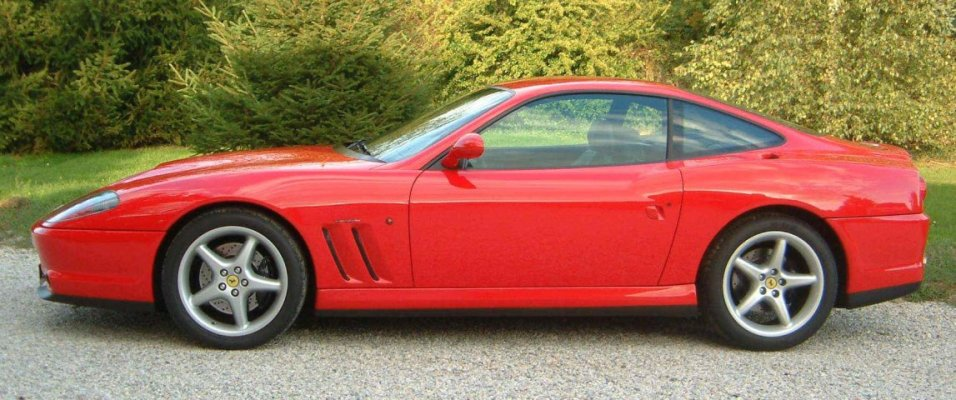
Vista laterale

È considerata uno dei modelli più belli e all'avanguardia mai prodotto dalla casa del Cavallino rampante.
Segnò il ritorno da parte della Ferrari nel segmento delle berlinette sportive a motore anteriore, dal quale mancava dagli anni sessanta-settanta, in quanto dai tempi della Ferrari 250 GTO (1962) l'azienda non aveva più prodotto una vettura con tali caratteristiche. L'ultima Ferrari Gran Turismo a motore anteriore prima della 550 Maranello, fu la 365 GTB/4 Daytona che uscì di produzione nel 1974, lasciando spazio a 23 anni di supercar a motore posteriore dalla 365 GT/4 BB alla F512 M (l'ultima Testarossa). 
Tutte le Ferrari a motore anteriore, che vennero costruite tra questi anni e il 1996, erano più che altro vetture di lusso e rappresentanza con elevate prestazioni e la configurazione 2+2 posti, (ad esempio, la Ferrari 412 e la Ferrari 456 GT), ma non erano concepite come auto da competizione adattate all'uso stradale.

## Linea e aerodinamica
Della 550 Maranello, subito colpì la linea (di Pininfarina), che trasmetteva un'immagine veloce, accattivante, rétro e moderna al tempo stesso.
Aerodinamicamente valida, ha un cx di 0,33, ottenuto dopo 4800 ore di lavoro in galleria del vento.
Sul cofano è presente una hood scoop.

## Il V12
La meccanica è raffinata e tecnologicamente avanzata, con il motore posizionato nel vano anteriore, in senso longitudinale.
Il propulsore è il classico 12 cilindri (un must di Maranello), i quali sono disposti a V, con una cilindrata di 5474 centimetri cubi (da qui il nome 550).
L'angolo tra le bancate è di 65°, la potenza massima è di 485 cavalli vapore a 7000 giri/minuto, mentre la coppia massima equivale a 569 N m (58 kgm) a 5000 giri/minuto, disponibile dai 3000 giri/minuto in poi.
Questo motore è realizzato completamente in lega leggera (basamento, teste e coppa dell'olio), mentre le bielle sono in titanio (Ti16a 14V), dunque particolarmente leggere, e ciò consente un alleggerimento anche dell'albero a gomiti, rendendo il motore ancora più pronto.

## Impostazione meccanica
Il moto è trasmesso rigorosamente alle ruote posteriori, grazie al ben noto schema transaxle, il quale prevede il motore anteriore e il cambio in blocco col differenziale all'asse posteriore.
Questa soluzione garantisce una tenuta di strada ottimale, in quanto le masse vengono distribuite in modo quasi omogeneo (più o meno il 50% sull'asse anteriore e il restante 50 su quello posteriore).

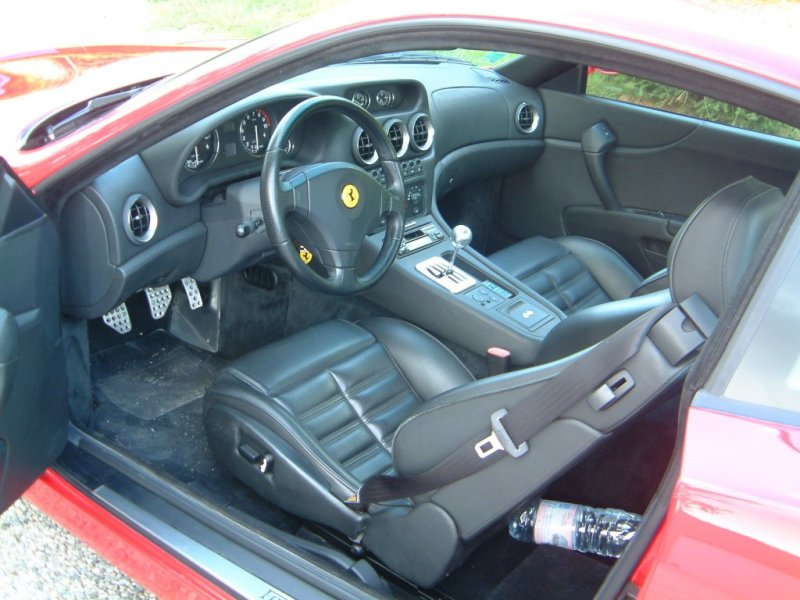
Interni della 550 Maranello

Il cambio dispone di 6 rapporti in avanzamento più retromarcia, è di tipo meccanico  manuale.
Il telaio è costituito da tubi d'acciaio saldati, mentre la carrozzeria è in lega leggera.
Per poter saldare acciaio e alluminio, si è fatto uso di una particolare tecnologia denominata Feran.
La berlinetta, secondo i dati dichiarati dalla Ferrari, è capace di raggiungere una velocità massima di 320 chilometri orari, e un'accelerazione da 0 a 100 km/h in 4,4 secondi.

## Interni
L'abitacolo è particolarmente curato, e può ospitare due persone (conducente incluso).
La maggior parte dei rivestimenti è in pelle, e la strumentazione è sì di impostazione corsaiola (dunque molto semplice), ma anche molto elegante, dunque un'auto lussuosa e sportiva al tempo stesso, dove gli indicatori sono sempre facilmente leggibili.

## Versioni speciali

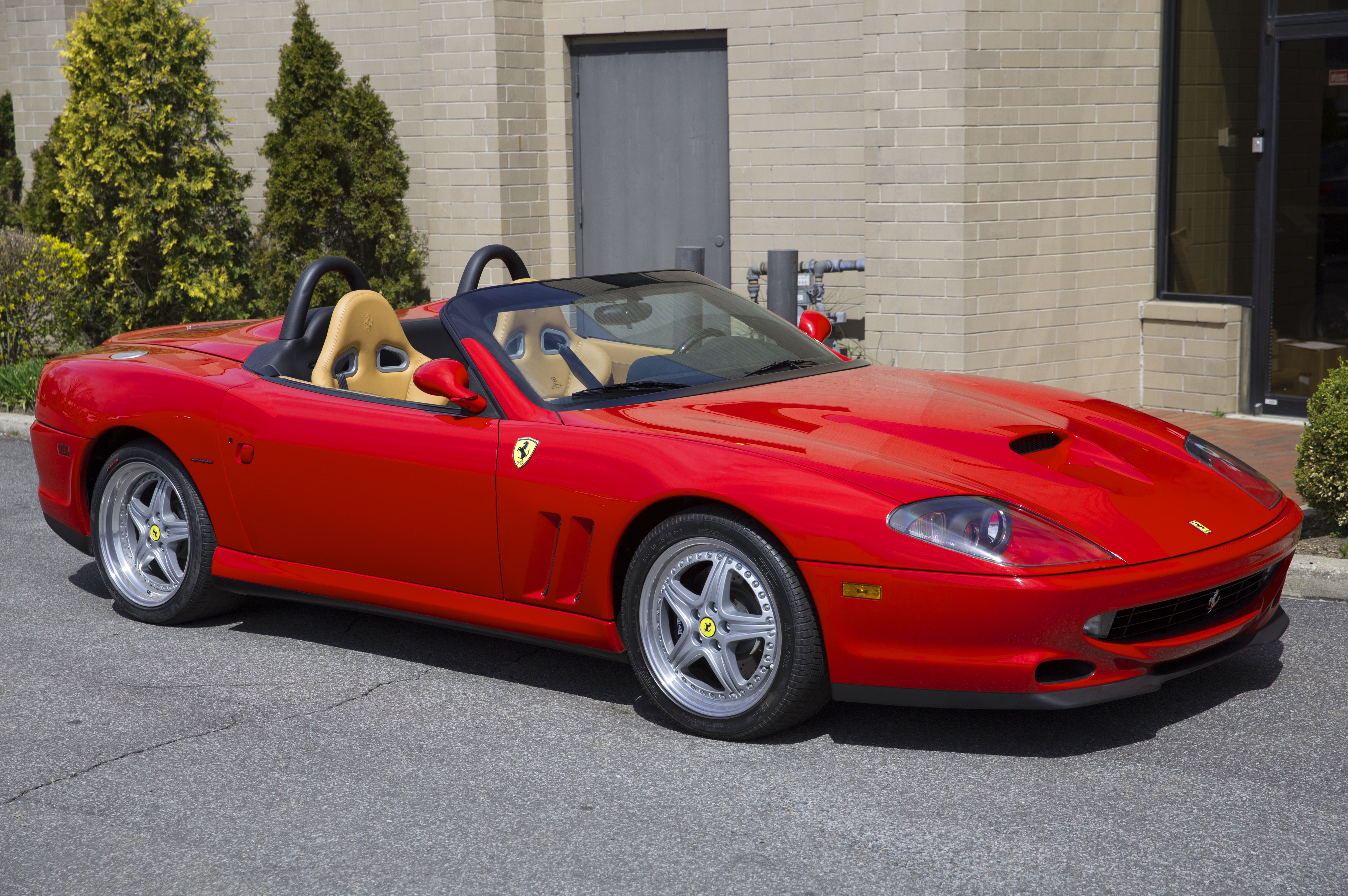
Una Ferrari 550 Barchetta

### Ferrari 550 Barchetta

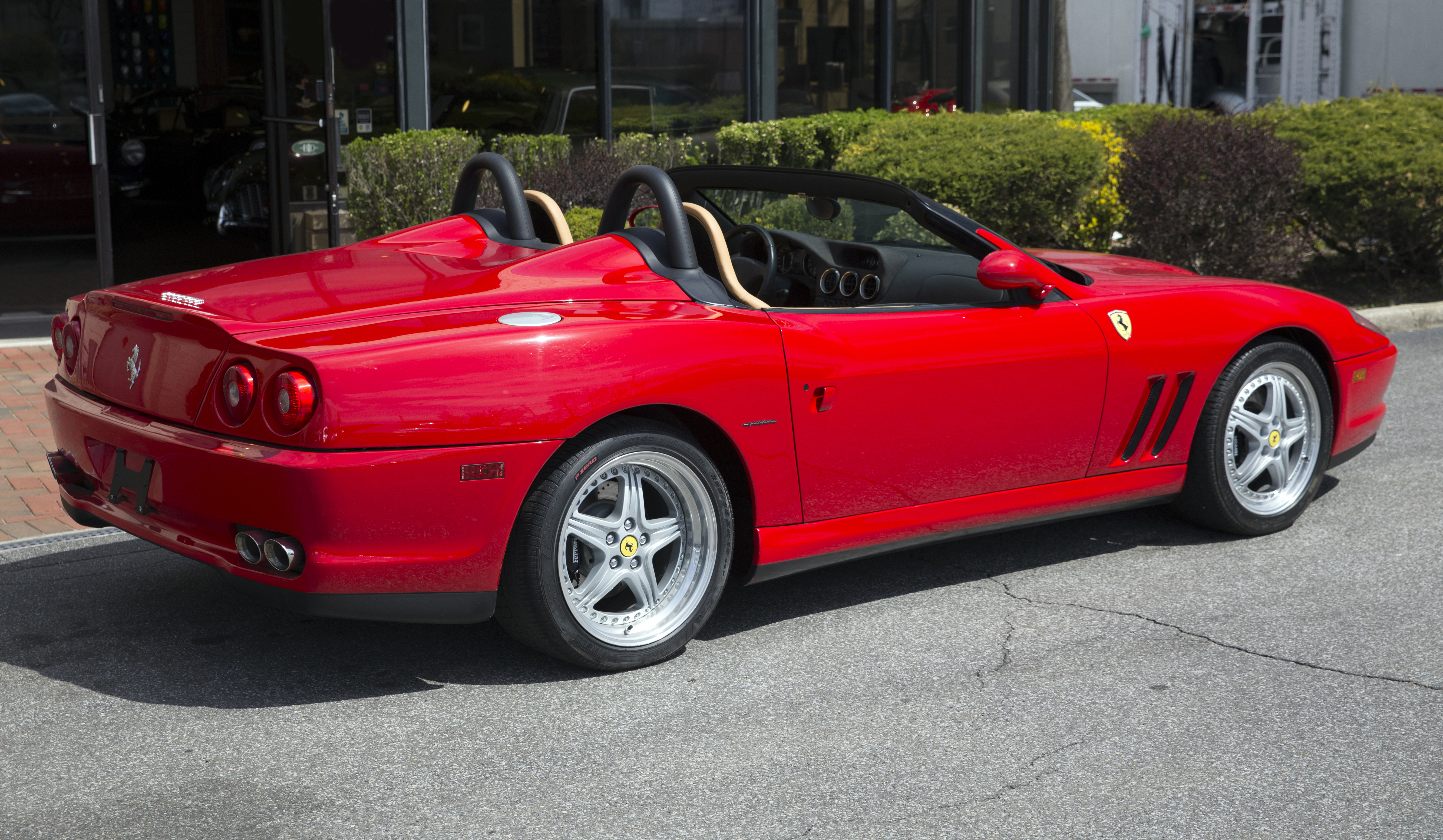
Vista posteriore

Nel 2000 venne realizzata la Ferrari 550 Maranello Barchetta, il cui design era sempre di Pininfarina.
Fu un'ottima occasione per celebrare l'entrata della Ferrari nel nuovo millennio e i settant'anni di vita della famosa casa stilistica.
Questo è il ritorno della Ferrari alle barchette, con un richiamo alle famose scoperte degli anni Sessanta. Sostanzialmente si tratta infatti di una 550 scoperta, della quale vennero realizzati quattro prototipi (battezzati P1, P2, P3, P4) e 448 esemplari di serie (tutti nel 2001), per un totale di 452 esemplari di 550 Maranello Barchetta, ognuno dei quali identificato da un'apposita targhetta collocata sul tunnel centrale.
La rimozione del tetto rigido rese necessario rinforzare il telaio della vettura: leggermente più pesante della berlinetta, questa versione raggiungeva una velocità di punta inferiore alla classica 550.

### Ferrari 550 Maranello Michael Schumacher Edition
Nel 1998 Michael Schumacher acquistò una Ferrari 550, e su di essa il campione tedesco e pilota della Scuderia Ferrari richiese numerose personalizzazioni ed optionals. Nel 1999 la suddetta vettura venne realizzata dotandola di scarico sportivo, del Fiorano Handling Package, di sedili ed inserti in carbonio e di un roll-bar rivestito in pelle.
Alcuni clienti a conoscenza delle specifiche richieste dal pilota Ferrari richiesero una vettura con le stesse specifiche tecniche e accessori. Si stima che circa 13 vetture siano state realizzate con una dotazione similare a quella ordinata dal pilota.

### Ferrari 550 Maranello WSR

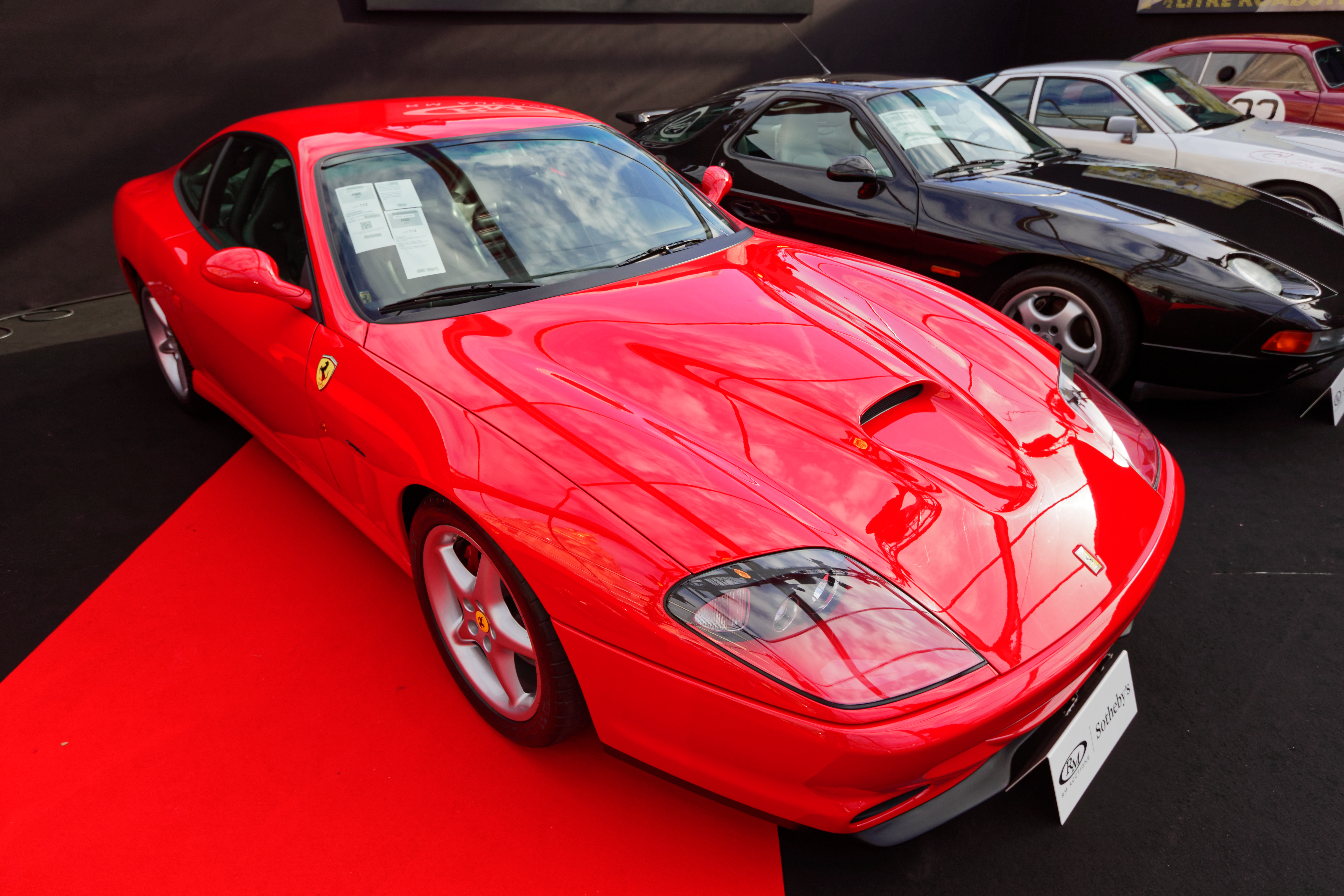
Una Ferrari 550 Maranello WSR

Nel 1999 la 550 Maranello ottenne il World Speed Record, ottenendo la più elevata velocità media per una vettura di produzione su una gara della durata di 24 ore.

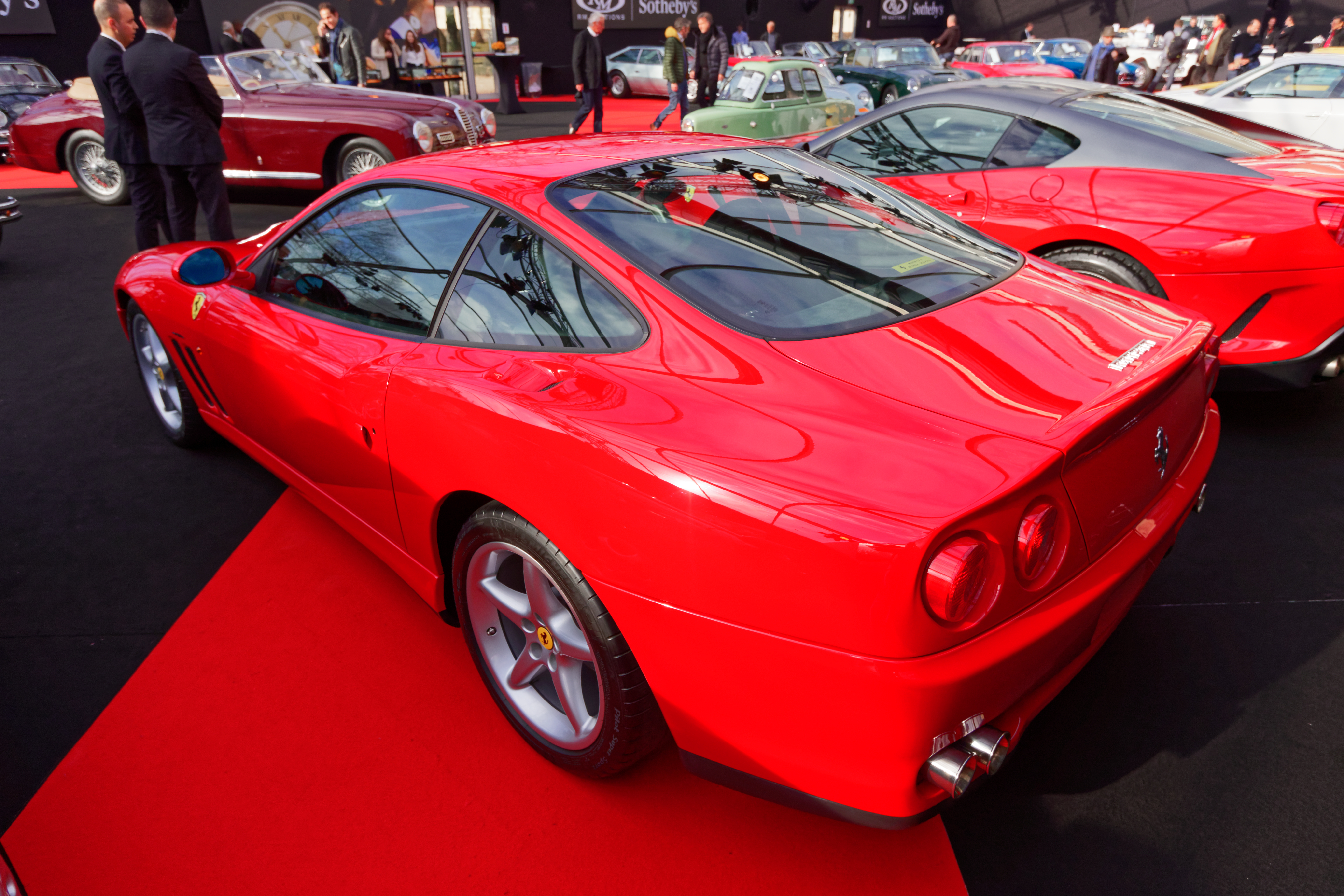
Vista posteriore

Per celebrare questo importante risultato sportivo con una vettura di serie, a testimonianza sia delle prestazioni che dell'affidabilità della 550 Maranello, la Ferrari propose ai concessionari di offrire ai clienti la possibilità di allestire ed avere una 550 Maranello equipaggiata come quella che ha stabilito il World Speed Record, la Ferrari 550 Maranello WSR.
Solo 33 vetture vennero ordinate e realizzate con le specifiche WSR e sono tutte riconoscibili dalla relativa targhetta argentata identificativa. Le 550 Maranello WSR erano molto simili alla vettura realizzata in precedenza per Michael Schumacher, erano tutte dotate cioè di roll-bar (rivestito), sedili in pelle tipo "Daytona" con guscio in carbonio e cinture a 4 punti (tipo racing), Handling Fiorano (incluso le sospensioni irrigidite e abbassate) e scarico sportivo e bocchettone del serbatoio di "tipo corsa".
Alcune delle ultime 550 Maranello prodotte riprendevano nel 2001-2002 un allestimento simile alla WSR.

### Sbarro 550 Maranello
Nel 2002 il designer svizzero Franco Sbarro realizzò una versione speciale della 550 Maranello. Tale vettura era dotata di un nuovo body kit sportivo e di un nuovo impianto di scarico sportivo a sei terminali. I cerchioni di serie vennero sostituiti con degli OZ Superleggera da 19" avvolti in pneumatici Michelin Pilot Sport nelle misure 255/35 ZR 19 all'avantreno e 345/30 ZR 19 al retrotreno.